# Brian Martin (basket-ball)
Pour les articles homonymes, voir Brian Martin, Brian Martin (football) et Brian Martin (sociologue).
Brian Martin, né le 18 août 1962 à Fort Smith (Arkansas), est un joueur américain de basket-ball.

## Biographie
Sortant du lycée de Wichita Northwest où il rencontre sa future épouse, il passe une saison en collège communautaire avec les Blue Dragons d'Hutchinson, puis rejoint l'équipe dans la plus renommée NCAA avec les Jayhawks du Kansas, formation où il tient un rôle modeste (4,2 points et 3,6 rebonds de moyenne). Sa dernière saison aux Jayhawks se déroule sous la houlette du coach Larry Brown.
Il est sélectionné en fin de draft, au neuvième tour en 185e position de la Draft 1984 de la NBA par les Pacers de l'Indiana. Il fait ses débuts professionnels aux Tampa Bay Thrillers qui remportent le championnat CBA 1984-1985. il rejoint la NBA l'année suivante pour quelques apparitions aux SuperSonics de Seattle (4 points, 0 rebond en 5 rencontres du 25 septembre au 4 novembre 1985) puis aux Trail Blazers de Portland (2 points, 4 rebonds et 1 contre en 3 rencontres du 24 février au 26 mars 1986).
Il poursuit sa carrière en CBA aux Thrillers de Rapid City, aux Cedar Rapids Silver Bullets, au Columbus Horizon, aux Omaha Racers et au Fort Wayne Fury. Il y cumule en carrière 252 rencontres pour des statistiques moyennes de 9,0 points, 8,7 rebonds, sa meilleure saison étant en 1985-1986 pour Tampa Bay avec 11,9 points et 11,6 rebonds, ce qui lui vaut une sélection dans le second meilleur cinq de la CBA. Il joue également plusieurs saisons en Europe en Belgique, Allemagne, Espagne et Italie (1 match pour 3 points et six rebonds à Vérone).
En 2002, il retourne à Wichita où il démarre fructueuse carrière dans les assurances.

## Palmarès
- Second meilleur cinq de la CBA (1985-1986)
- champion CBA (1984-1985)